# A-Band (NATO)
Das NATO-A-Band – ist die in NATO-Streitkräften übliche Bezeichnung für das Frequenzband von 0 bis 250 MHz (Äquivalent zur Wellenlänge unterhalb 1,2 m), die in Zeiten des kalten Krieges geprägt wurde. Seit 1992 erfolgt die Zuweisung (von Frequenzbereichen), Verteilung (von Funkfrequenzen) und  die Frequenzzuteilung nach den Festlegungen des NATO Joint Civil/Military Frequency Agreement.
Jedoch ist die Nutzung der althergebrachten Bezeichnung zur Spezifikation von Frequenzforderungen, wie beispielsweise für Krisen-Alarmplanung, Ausbildung, Elektronische Kampfführung, oder taktische Frequenznutzung, alternativlos erforderlich.
| NATO Band-Bezeichnung | NATO Band-Bezeichnung | NATO Band-Bezeichnung | NATO Band-Bezeichnung | Rundfunk Band- Bezeichnung  | Rundfunk Band- Bezeichnung |
| Neue Nomenklatur      | Neue Nomenklatur      | Alte Nomenklatur      | Alte Nomenklatur      | Rundfunk Band- Bezeichnung  | Rundfunk Band- Bezeichnung |
| Band                  | Frequenzbereich       | Band                  | Frequenzbereich       | Rundfunk Band- Bezeichnung  | Rundfunk Band- Bezeichnung |
| --------------------- | --------------------- | --------------------- | --------------------- | --------------------------- | -------------------------- |
| A                     | 0 – 250 MHz           | I                     | 100 – 150 MHz         | Band I 47 – 68 MHz (TV)     |                            |
| A                     | 0 – 250 MHz           | I                     | 100 – 150 MHz         | Band II 87.5 – 108 MHz (FM) |                            |
| A                     | 0 – 250 MHz           | G                     | 150 – 225 MHz         | Band III 174 – 230 MHz (TV) |                            |
| B                     | 250 – 500 MHz         | P                     | 225 – 390 MHz         |                             |                            |

Besonderheiten
- Die Frequenzzuteilung für militärische Funkanwendungen in diesem Frequenzband erfolgt unter Berücksichtigung der EMV-Schutzkriterien zivil genutzter Funkanwendungen, wie beispielsweise Rundfunkdienst (TV-Band I, II, TV-K 12).
- Hauptsächliche militärische Frequenzzuteilungen in diesem Frequenzband erfolgen für Funkanwendungen VHF-Truppenfernmeldeverkehr, HF-Weitverkehr im operativen Fernmeldeverkehr und mobiler Flugfunkdienst (OR).